# Déficit en biotinidase
 Mise en garde médicale
Le déficit en biotinidase ou holocarboxylase se manifeste rapidement après la naissance par :
- une acidocétose sévère avec hypoglycémie ;
- hyperventilation, apnée, stridor ;
- une dermatite exfoliante ;
- une urine qui sent une odeur particulière (tomcatlike odor) ;
- des troubles neurologiques (hypotonie, convulsions résistantes aux traitements (38 %), ataxie, neuropathies.

Les manifestations plus tardives comprennent :
- l'alopécie, eczéma facial et péri-oral résistant aux traitements conventionnels ;
- la survenue d'une surdité et des troubles visuels (atrophie optique) ;
- immunité diminuée avec candidose chronique, voire septicémie fongique, mortelles ;
- un retard de croissance staturo-pondérale et du développement ;
- des morts subites.

Le déficit partiel se manifeste par des pertes de cheveux, des troubles cutanés et des épisodes d'hypotonie particulièrement lors du stress.
Le traitement remarquablement efficace repose sur l'administration à vie de biotine per os à la dose de 5 à 10 milligrammes par jour. Quelques enfants garderont des séquelles surtout neurologiques.

## Incidence et prévalence
La prévalence du déficit en biotinidase est estimé à 1⁄61000. La fréquence des porteurs dans la population générale est de 1⁄120.

## Étiologie
Mutation du gène sur le locus 3p25 (ou moins fréquemment une mutation d'une Arginine en Cystéine en position 538).

## Conseil génétique

### Mode de transmission
Transmission autosomique récessive